# Bắc Cam Ranh
Bắc Cam Ranh là một phường thuộc tỉnh Khánh Hòa, Việt Nam.

## Lịch sử
Ngày 16 tháng 6 năm 2025, Ủy ban Thường vụ Quốc hội ban hành Nghị quyết số 1667/NQ-UBTVQH15 về việc sắp xếp các đơn vị hành chính cấp xã của tỉnh Khánh Hòa năm 2025 (nghị quyết có hiệu lực từ ngày 16 tháng 6 năm 2025). Theo đó, hợp nhất các phường Cam Nghĩa, Cam Phúc Bắc, Cam Thành Nam thành phường Bắc Cam Ranh.

## Địa lý
Phường Bắc Cam Ranh có ranh giới với các xã, phường:
- Phía Bắc giáp với xã Cam Lâm.
- Phía Nam giáp với phường Cam Ranh và Ba Ngòi.
- Phía Tây giáp với xã Cam An.

Phường có diện tích 133,95 km², dân số năm 2025 là 43.644 người, mật độ dân số đạt 326 người/km².